# ブライアン・ウー
ブライアン・ジョセフ・ウー（Bryan Joseph Woo, 2000年1月30日 - ）は、アメリカ合衆国カリフォルニア州オークランド出身のプロ野球選手（投手）。右投右打。MLBのシアトル・マリナーズ所属。

## 経歴

### 生い立ち
野球を始めた時期について、本人は「5歳か6歳で、リトルリーグのティーボールだった」と回答している。リトルリーグでは主に内野手を務めたが、チームの投手不足により、次第に数イニングの投球を頼まれるようになった。カリフォルニア州アラメダのアラメダ高等学校に進学後、3年生時に投手として8勝2敗、防御率1.25、打者として打率.422を記録し、西アラメダ郡カンファレンス・フットヒルディビジョンの最優秀選手に選出された。カリフォルニア・ポリテクニック州立大学サンルイスオビスポ校に進学し、カルポリ・マスタングスで大学野球をプレー。1年生時に23.2イニングを投げ、防御率8.75、27奪三振を記録。2年生時は17.2イニングを投げ、防御率3.57、20奪三振を記録するが、新型コロナウイルスの影響によりシーズンが中止となった。3年生時は28.0イニングを投げ、防御率6.11、42奪三振を記録したが、トミー・ジョン手術を受けシーズン後半を欠場した。

### プロ入りとマリナーズ時代
2021年、大学時代の手術の影響にもかかわらず、シアトル・マリナーズからMLBドラフト6巡目（全体174位）で指名され、契約金31万8200ドルでプロ入り。
2022年に傘下のルーキー級アリゾナ・コンプレックスリーグ・マリナーズでプロデビューし、シーズン途中にA級モデスト・ナッツ、A＋級エバレット・アクアソックスへ昇格。3球団合計で16試合に先発登板し、57.0イニングを投げ、1勝4敗、防御率4.11、84奪三振、22四球を記録した。
2023年はAA級アーカンソー・トラベラーズで開幕を迎え、9試合に先発登板し、3勝2敗、防御率2.05、44.0イニングを投げ、59奪三振、12四球を記録した。6月2日にAAA級を経ずにメジャーへ昇格し、翌日のテキサス・レンジャーズ戦に先発登板してメジャーデビュー。6月22日のニューヨーク・ヤンキース戦で5.1イニングを投げ無失点、5奪三振でメジャー初勝利を挙げた。ルーキーシーズンは18試合に先発登板し、87.2イニングを投げ、4勝5敗、防御率4.21、93奪三振、31四球を記録した。
2024年は右肘の炎症により開幕を故障者リストで迎えた。復帰後、5月21日のニューヨーク・ヤンキース戦、5月31日のロサンゼルス・エンゼルス戦、6月6日のオークランド・アスレチックス戦で、いずれも6回を無失点の好投を披露。復帰後の6試合の先発登板で3勝0敗、防御率1.07、24奪三振、2四球を記録し、登板試合におけるチームの全勝に貢献した。6月25日に右ハムストリングの張りで再び故障者リスト入りしたが、復帰後の8月2日のフィラデルフィア・フィリーズ戦、8月14日のデトロイト・タイガース戦では、それぞれ7回を無失点を記録するなど好調を維持。シーズン全体では22試合に先発登板し、121.1イニングを投げ、9勝3敗、防御率2.89、101奪三振、13四球、WHIP0.90を記録。特にK/BB7.77、与四球率1.0と優れた制球力を発揮した。

## 人物
リトルリーグ時代、ウーは背が低く、体も細かった。高校1年生のとき、身長は約168センチとなったが、父親（170センチ）や母親（173センチ）の体格を受け継ぐと見られており、体重もなかなか増えなかった。そこで、体格を強化するために食生活を見直した。毎朝、卵とチキンをしっかり食べ、昼食と夕食の間にピーナッツバターとジェリーのサンドイッチを2個食べる習慣を取り入れた。この食事でタンパク質とカロリーを積極的に摂取し、筋肉の発達と体重の増加を図った。その結果、身長は高校1年生から3年生にかけて約20センチ伸び、188センチに到達。体重も93キログラムまで増え、メジャーリーグでの活躍を支える強固な体格が完成した。

## 詳細情報

### 年度別投手成績
| 年 度    | 球 団    | 登 板 | 先 発 | 完 投 | 完 封 | 無 四 球 | 勝 利 | 敗 戦 | セ 丨 ブ | ホ 丨 ル ド | 勝 率 | 打 者 | 投 球 回 | 被 安 打 | 被 本 塁 打 | 与 四 球 | 敬 遠 | 与 死 球 | 奪 三 振 | 暴 投 | ボ 丨 ク | 失 点 | 自 責 点 | 防 御 率 | W H I P |
| -------- | -------- | ----- | ----- | ----- | ----- | -------- | ----- | ----- | -------- | ----------- | ----- | ----- | -------- | -------- | ----------- | -------- | ----- | -------- | -------- | ----- | -------- | ----- | -------- | -------- | ------- |
| 2023     | SEA      | 18    | 18    | 0     | 0     | 0        | 4     | 5     | 0        | 0           | .444  | 371   | 87.2     | 75       | 13          | 31       | 1     | 7        | 93       | 1     | 0        | 44    | 41       | 4.21     | 1.21    |
| 2024     | SEA      | 22    | 22    | 0     | 0     | 0        | 9     | 3     | 0        | 0           | .750  | 472   | 121.1    | 96       | 14          | 13       | 0     | 3        | 101      | 0     | 0        | 41    | 39       | 2.89     | 0.90    |
| MLB：2年 | MLB：2年 | 40    | 40    | 0     | 0     | 0        | 13    | 8     | 0        | 0           | .619  | 843   | 209.0    | 171      | 27          | 44       | 1     | 10       | 194      | 1     | 0        | 85    | 80       | 3.44     | 1.03    |

- 2024年度シーズン終了時

### 年度別守備成績
| 年 度 | 球 団 | 投手（P） | 投手（P） | 投手（P） | 投手（P） | 投手（P） | 投手（P） |
| 年 度 | 球 団 | 試 合     | 刺 殺     | 補 殺     | 失 策     | 併 殺     | 守 備 率  |
| ----- | ----- | --------- | --------- | --------- | --------- | --------- | --------- |
| 2023  | SEA   | 18        | 7         | 5         | 1         | 1         | .923      |
| 2024  | SEA   | 22        | 14        | 7         | 0         | 0         | 1.000     |
| MLB   | MLB   | 40        | 21        | 12        | 1         | 1         | .971      |

- 2024年度シーズン終了時

### 背番号
- 33（2023年）
- 22（2024年 - ）